# 小花方竹
小花方竹（学名：Chimonobambusa microfloscula）为禾本科方竹属下的一个种。

## 扩展阅读
- 維基物種上的相關：小花方竹